# Atletica leggera ai Giochi della XXVIII Olimpiade - Maratona femminile

Video della gara (ultimi 5 km)

La maratona ha fatto parte del programma di atletica leggera femminile ai Giochi della XXVIII Olimpiade. La competizione si è svolta il 22 agosto 2004. Partenza dal villaggio di Maratona - arrivo allo Stadio Panatenaico di Atene.

## Presenze ed assenze delle campionesse in carica
| Competizione      | Atleta              | Prestazione | Atene 2004 |
| ----------------- | ------------------- | ----------- | ---------- |
| Olimpiadi 2000    | Naoko Takahashi     | 2h23'14”    | Assente    |
| Commonwealth 2002 | Kerryn McCann       | 2h30'05”    | Presente   |
| Europei 2002      | Maria Guida         | 2h26'05”    | Rit. 2003  |
| Asiatici 2002     | Ham Bong-sil        | 2h33'35”    | Presente   |
| Panamericani 2003 | Márcia Narloch      | 2h39'54”    | Presente   |
| Africani 2003     | Clarisse Rasoarizay | 2h46'58”    | Presente   |
| Mondiali 2003     | Catherine Ndereba   | 2h23'55”    | Presente   |

## La gara
Domenica 22 agosto, ore 18:00.
La gara si svolge in condizioni meteo difficili: ci sono oltre 30° all'ombra.
A metà percorso guida la gara un gruppo di dieci atlete: il tempo è 1h14'02". Al 25º km il gruppo si è ridotto a sette unità. I 5 km successivi, tutti in salita, decidono la gara: altre due atlete si staccano, mentre Mizuki Noguchi tenta la fuga. Al 30º km la giapponese ha un vantaggio di 23 secondi su Elfenesh Alemu. Paula Radcliffe è terza a 33 secondi.
Dopo il 30º km finisce la salita ed il percorso è tutto in piano fino al traguardo. La Radcliffe raggiunge la Alemu, ma paga lo sforzo e, in difficoltà, si vede superata da Catherine Ndereba al secondo posto.
Poco prima del 36º km anche la Alemu ripassa la Radcliffe, che poco dopo si ritira. La Ndereba intanto sta andando a prendere la Noguchi; il suo distacco al 40º km è ridotto a soli 12 secondi. Ma la giapponese tiene e conserva il suo margine fino alla fine. Negli ultimi chilometri rinviene Deena Kastor, che aveva corso di conserva. L'americana corre gli ultimi 5 km in un ottimo 16'20" e riesce a cogliere la medaglia di bronzo dietro la Ndereba.
Oltre a Paula Radcliffe, il caldo ha costretto al ritiro altre atlete favorite, quando mancavano pochi chilometri dal traguardo: Margaret Okayo, Workenesh Tola e Lidia Șimon.

## Ordine d'arrivo
| Pos | Paese               | Atleta                       | Tempo    |
| --- | ------------------- | ---------------------------- | -------- |
|     | Giappone            | Mizuki Noguchi               | 2h26'20" |
|     | Kenya               | Catherine Ndereba            | 2h26'32" |
|     | Stati Uniti         | Deena Kastor                 | 2h27'20" |
| 4   | Etiopia             | Elfenesh Alemu               | 2h28'15" |
| 5   | Giappone            | Reiko Tosa                   | 2h28'44" |
| 6   | Serbia e Montenegro | Olivera Jevtić               | 2h31'15" |
| 7   | Giappone            | Naoko Sakamoto               | 2h31'43" |
| 8   | Russia              | Ljudmila Petrova             | 2h31'56" |
| 9   | Russia              | Svetlana Zacharova           | 2h32'04" |
| 10  | Italia              | Bruna Genovese               | 2h32'50" |
| 11  | Kenya               | Alice Chelangat              | 2h33'52" |
| 12  | Cina                | Zhang Shujing                | 2h34'34" |
| 13  | Romania             | Nuța Olaru                   | 2h34'45" |
| 14  | Lituania            | Živilė Balčiūnaitė           | 2h35'01" |
| 15  | Francia             | Corinne Raux                 | 2h35'54" |
| 16  | Italia              | Rosaria Console              | 2h35'56" |
| 17  | Polonia             | Małgorzata Sobańska          | 2h36'43" |
| 18  | Germania            | Luminita Zaituc              | 2h36'45" |
| 19  | Corea del Sud       | Lee Eun-jung                 | 2h37'23" |
| 20  | Romania             | Constantina Diță             | 2h37'31" |
| 21  | Corea del Nord      | Jong Yong-ok                 | 2h37'52" |
| 22  | Cina                | Li Helan                     | 2h37'53" |
| 23  | Corea del Sud       | Chung Yun-hee                | 2h38'57" |
| 24  | Norvegia            | Stine Larsen                 | 2h39'55" |
| 25  | Gran Bretagna       | Liz Yelling                  | 2h40'13" |
| 26  | Spagna              | María Abel                   | 2h40'13" |
| 27  | Marocco             | Hafida Izem                  | 2h40'46" |
| 28  | Rep. Ceca           | Anna Pichrtová               | 2h40'58" |
| 29  | Gran Bretagna       | Tracey Morris                | 2h41'00" |
| 30  | Marocco             | Kenza Wahbi                  | 2h41'36" |
| 31  | Australia           | Kerryn McCann                | 2h41'41" |
| 32  | Spagna              | Beatriz Ros                  | 2h41'51" |
| 33  | Cina                | Zhou Chunxiu                 | 2h42'54" |
| 34  | Stati Uniti         | Jennifer Rhines              | 2h43'52" |
| 35  | Corea del Sud       | Choi Kyung-hee               | 2h44'05" |
| 36  | Ecuador             | Sandra Ruales                | 2h44'28" |
| 37  | Spagna              | María Dolores Pulido         | 2h44'33" |
| 38  | Messico             | Margarita Tapia              | 2h46'14" |
| 39  | Stati Uniti         | Colleen De Reuck             | 2h46'30" |
| 40  | Russia              | Albina Ivanova               | 2h47'23" |
| 41  | Polonia             | Grażyna Syrek                | 2h47'26" |
| 42  | Israele             | Nili Avramski                | 2h48'08" |
| 43  | Madagascar          | Clarisse Rasoarizay          | 2h48'14" |
| 44  | Estonia             | Jane Salumae                 | 2h48'47" |
| 45  | Ungheria            | Simona Staicu                | 2h48'57" |
| 46  | Messico             | Angélica Sánchez             | 2h49'04" |
| 47  | Portogallo          | Helena Sampaio               | 2h49'18" |
| 48  | Ungheria            | Beáta Rakonczai              | 2h49'41" |
| 49  | Danimarca           | Annemette Jensen             | 2h50'01" |
| 50  | Grecia              | Geōrgia Ampatzidou           | 2h50'01" |
| 51  | Nuova Zelanda       | Liza Hunter-Galvan           | 2h50'23" |
| 52  | Francia             | Hafida Gadi                  | 2h50'29" |
| 53  | Tagikistan          | Gulsara Dadabaeva            | 2h50'45" |
| 54  | Ruanda              | Epiphanie Nyirabarame        | 2h52'50" |
| 55  | Argentina           | Sandra Torres                | 2h54'48" |
| 56  | Corea del Nord      | Jo Bun-hui                   | 2h55'54" |
| 57  | Taipei cinese       | Hsu Yu-fang                  | 2h55'58" |
| 58  | Cile                | Érika Olivera                | 2h57'14" |
| 59  | Cuba                | Mariela González             | 3h02'20" |
| 60  | Ungheria            | Ida Kovács                   | 3h03'21" |
| 61  | Moldavia            | Svetlana Șepelev-Tcaci       | 3h03'29" |
| 62  | Portogallo          | Ana Dias                     | 3h08'11" |
| 63  | Lituania            | Inga Juodeškienė             | 3h09'18" |
| 64  | Lesotho             | Mamokete Lechela             | 3h11'56" |
| 65  | Timor Est           | Aguida Amaral                | 3h18'25" |
| 66  | Mongolia            | Luvsanlkhündegiin Otgonbayar | 3h48'42" |
|     | Gran Bretagna       | Paula Radcliffe              | Rit.     |
|     | Kenya               | Margaret Okayo               | Rit.     |
|     | Germania            | Ulrike Maisch                | Rit.     |
|     | Polonia             | Monika Drybulska             | Rit.     |
|     | Corea del Nord      | Ham Bong-sil                 | Rit.     |
|     | Francia             | Rakiya Maraoui-Quétier       | Rit.     |
|     | Algeria             | Nasria Baghdad-Azaïdj        | Rit.     |
|     | Brasile             | Márcia Narloch               | Rit.     |
|     | Brasile             | Marlene Fortunato            | Rit.     |
|     | Etiopia             | Asha Gigi                    | Rit.     |
|     | Romania             | Lidia Șimon                  | Rit.     |
|     | Bahrein             | Nadia Ejjafini               | Rit.     |
|     | Tanzania            | Banuelia Mrashani            | Rit.     |
|     | Etiopia             | Workenesh Tola               | Rit.     |
|     | Turchia             | Lale Öztürk                  | Rit.     |
|     | Kirghizistan        | Irina Bogačëva               | Rit.     |